# لوري سي. باتل
لوري سي. باتل هو فلاح وبروفيسور وسمسار تأمين ومحامي وسياسي أمريكي، ولد في 10 مايو 1912 في ويلسنفيل في الولايات المتحدة، وتوفي في 2 مايو 2000 في بيثيسدا في الولايات المتحدة. نشط حزبياً في الحزب الديمقراطي. وقد انتخب عضو مجلس النواب الأمريكي ‏ (3 يناير 1947 – 3 يناير 1955).